# Ludwig Eichler

Ludwig Eichlers Steckbrief, veröffentlicht in Berlinische Nachrichten von Staats- und gelehrten Sachen, Nr. 300 vom 23. Dezember 1848, Zweite Beilage

Johann Ludwig Paul Siegfried Eichler (* 14. Juli 1814 in Berlin; † 8. Mai 1870 ebenda) war ein deutscher Schriftsteller und eine der zentralen Gestalten der Berliner Märzrevolution von 1848.

## Leben
Eichler studierte vermutlich an der Universität Halle und schloss das Studium mit der Promotion zum Dr. phil. ab. Sein frühestes literarisches Werk ist die Novelle Abenteuer eines Contrabassisten, die er 1839 über seinen Freund Friedrich Hieronymus Truhn dem Komponisten und Journalisten Robert Schumann für dessen Neue Zeitschrift für Musik anbot. Dank Schumanns Vermittlung erschien sie schließlich im Pesther Tageblatt. 1840 bis 1842 trat er vor allem mit den humoristischen Heften Berlin und die Berliner hervor, die er zusammen mit Ludwig Lenz publizierte. Daneben war er ein gefragter Übersetzer aus dem Französischen.
Ab 1840 wurden Eichlers Ansichten zunehmend radikaler. So publizierte er 1841 mehrere Beiträge in der junghegelianischen Zeitschrift Athenäum, in der am 23. Januar die erste Veröffentlichung von Karl Marx erschien, und die Ende des Jahres verboten wurde. Im selben Jahr verkehrte er häufig im „Klub der Freien“, der sich regelmäßig in der Weinstube von Jacob Hippel in der Friedrichstraße 94 um die Philosophen Bruno Bauer und Max Stirner scharte. Stirners erster Biograph John Henry Mackay bemerkte: „Zu dem inneren Ring hat auch Ludwig Eichler gehört, der Mann im rothen wallenden Bart und im schäbigen, grünen Flausrock, der vielgenannte Volksredner mit der mächtigen Stimme, Virtuos im Entbehren und im Uebersetzen französischer Romane, und von grundanständiger Gesinnung.“ Weitere Mitglieder in dem losen Kreis waren Bauers Bruder Edgar Bauer, der Schriftsteller Ludwig Buhl, der Gymnasiallehrer Karl Friedrich Köppen und der Publizist Eduard Meyen.
Am 28. September 1841 gehörte „der ehemalige Schauspieler und jetzige Literat L. Eichler“ (so eine Polizeibericht) zu den Teilnehmern der Welcker-Serenade in Berlin und am 12. November 1841 zu den Unterzeichnern einer Petition, die sich für einen anderen Beteiligten einsetzte, nämlich für Rudolf Wentzel, Redakteur der Allgemeinen Preußischen Staatszeitung, der nach diesem Ereignis gemaßregelt worden war. Am 3. Februar 1842 meldete ein österreichischer Geheimagent nach Wien: „Der Literat Ludwig Eichler in Berlin ist dort verhaftet worden, weil er in der ‚Schlesischen Konditorei‘ gesagt hatte, der König müsse gerade ‚besoffen‘ gewesen sein, als er ein Bistum in Jerusalem gegründet habe.“ Daraufhin wurde er am 7. Februar „wegen unehrerbietiger Reden in einem öffentlichen Lokal“ zu 18 Monaten Festungshaft verurteilt.
Im Berliner Adressbuch ist Eichler erstmals 1842 mit der Adresse Dorotheenstraße 10 aufgeführt, dann erst wieder 1846, wonach er nun in der Potsdamer Straße 36 wohnte. Kurz darauf zog er in die Anhaltische Kommunikation 12, die heutige Stresemannstraße, wobei er sich jetzt als „Dr. und Leutnant“ bezeichnete, ebenso im Adressbuch von 1848. Ob er tatsächlich dem Militär beigetreten war, ist nicht bekannt.
Eichler hatte häufig finanzielle Probleme, scheute sich aber nicht, sogar Prominente um Geld zu bitten. So vermerkte der Komponist Giacomo Meyerbeer am 23. Juni 1847 in seinem Tagebuch: „Dem Schriftsteller Dr. Eichler auf sein schriftliches Gesuch ein Darlehen von 30 Talern gemacht.“
Am Nachmittag des 18. März 1848, dem Beginn der März-Revolution, war Eichler unter jenen, die aus dem Schilderhaus vor der Königlichen Bank am Dönhoffplatz eine der ersten Barrikaden bauten, „wo gleichsam sein Hauptquartier war, und von wo aus er den Kampf an allen nächsten Barrikaden durch seine Befehle leitete“. Am Tag darauf verhinderte er, dass die aufgebrachte Menge das „Palais des Prinzen von Preußen“, die Residenz des geflüchteten Thronfolgers Wilhelm, stürmt und plündert, indem er vom Balkon des Gebäudes „mit wenigen ergreifenden Worten zur Ruhe mahnte“ und das Palais zum „Nationaleigenthum“ erklärte. In den folgenden Wochen profilierte er sich zu einem der Wortführer des von Rudolph Schramm geleiteten „Demokratischen Clubs“ sowie des „Volkswahlkomitees“. Im Dezember 1848 floh er nach Paris, während er in Berlin steckbrieflich gesucht wurde. Am 19. April 1849 besuchte er in Paris Giacomo Meyerbeer, der ihm möglicherweise wieder aus finanziellen Nöten half.
Im Dezember 1849 kehrte er nach Berlin zurück und wurde erneut verhaftet. Der Prozess gegen ihn begann am 2. Februar 1850, am 14. April wurde er „wegen versuchten Aufruhrs“ zu neun Monaten Festungshaft verurteilt, außerdem „zum Verluste der Nationalcocarde“. Sein Verteidiger in dem Prozess, der in den Medien viel Beachtung fand, war der prominente Jurist und Historiker Leopold Volkmar. Er erreichte, dass Eichler vom Vorwurf der „Majestätsbeleidigung“ freigesprochen wurde und belegte, dass er auch keine Schuld am Tod jener Schildwache trug, die am 18. März 1848 am Dönhoffplatz ums Leben gekommen war. Anderenfalls hätte Eichler eine weitaus höhere Strafe gedroht.
Er verbüßte die Haft außerhalb Berlins, im Zuchthaus Magdeburg, möglicherweise, weil die Berliner Justiz seine zahlreichen Berliner Sympathisanten fürchtete. Von dort schrieb Eichler am 30. August 1850 an den Verleger Karl Ferdinand Philippi in Grimma und fragte, ob er womöglich eine Stelle als Übersetzer ausländischer Bücher (französisch, italienisch und spanisch) für ihn hätte. Die Antwort war vermutlich negativ.
In den letzten Jahren seines Lebens war er obdachlos und verbrachte die Nächte zumeist im Tiergarten, wurde jedoch anlässlich seines Todes als Mann gewürdigt, „welcher zu den populärsten Persönlichkeiten unserer Stadt gehörte“:

## Werke
- Abenteuer eines Contrabassisten. In: Pesther Tageblatt, zeitschriftliches Organ für Wissenschaft, Kunst und Leben, Jg. 1, Nr. 306 vom 25. Dezember 1839, Sp. 3485–3490; Nr. 307 vom 27. Dezember 1839, Sp. 3501–3504; Nr. 308 vom 28. Dezember 1839, Sp. 3513–3516 und Nr. 309 vom 29. Dezember 1839, Sp. 3525–3528
- Die Supplikanten. Novelle. In: Karl Riedel (Hrsg.): Athenäum. Zeitschrift für das gebildete Deutschland, Jg. 1, Nr. 3 vom 16. Januar 1841, S. 40–44; Nr. 4 vom 23. Januar 1841, S. 51–55; Nr. 6 vom 6. Februar 1841, S. 91–94
- Sonnette. In: ebenda, Jg. 1, Nr. 3 vom 16. Januar 1841, S. 44f.
- Herr Ludwig Rellstab als Sittenrichter der jüngeren deutschen Schriftstellerwelt. In: ebenda, Jg. 1, Nr. 38 vom 25. September 1841, S. 599–602, books.google.de
- Berlin und die Berliner. Genrebilder und Skizzen, 8 Hefte. Berlin 1840–1842 (die ersten Hefte zusammen mit Ludwig Lenz), mit Federzeichnungen von Theodor Hosemann
  - Heft 1, Der Barbier, Die Wachtparade, Berlin 1840
  - Heft 2, Der Leichenbitter, Liebhabertheater, Berlin 1840
  - Heft 3, Droschken, Auctionsscenen, Berlin 1841
  - Heft 4, Die Putzmaschine, Das Colosseum, Berlin 1841
  - Heft 5, Der Exekutor, Eine Tabagie, Berlin 1842
  - Heft 6, Der Banquier, Salons und Soireen, Berlin 1842
  - Heft 7, Der Zeitungs-Correspondent, Eine Conditorei, Berlin 1842
  - Heft 8, Der Stiefelputzer, Ein Puppenspiel, Berlin 1842
- Offener Brief. In: Deutsche Reform. Politische Zeitung für das constitutionelle Deutschland, Jg. 1, 9. Dezember 1849

## Übersetzungen (Auswahl)
- Eugène Scribe: Gesprengte Fesseln, Lustspiel. Berlin 1842, books.google.de
- Léonard Gallois: Geschichte der Spanischen Inquisition. Leipzig 1843 books.google.de
- Léon Gozlan: Der Arzt, 4 Bände. Leipzig 1844
- Francis Trolopp: Die Geheimnisse von London, 4 Bände. Leipzig 1844
- Auguste de la Garde: Gemälde des Wiener Congresses 1814–1815, 4 Bände. Leipzig 1844, books.google.de
- Eugène Sue: Der ewige Jude, 10 Bände. Leipzig 1844–1845
- George Sand: Simon. Leipzig 1845
- Jules Michelet: Der katholische Priester in seiner Stellung zum Weibe und zur Familie. Leipzig 1845
- Joseph Salvador: Geschichte der Römerherrschaft in Judäa und der Zerstörung Jerusalems, 2 Bände. Bremen 1847, books.google.de
- Ernest Renan:  Das Leben Jesu. Vom Verfasser autorisirte Übersetzung, Leipzig 1863 – 4. Aufl., Berlin 1864